# Élections législatives finlandaises de 2011
Les élections législatives finlandaises de 2011 se tiennent le 17 avril 2011, afin d'élire les 200 députés de la 36e législature du parlement finlandais (Eduskunta).

## Contexte

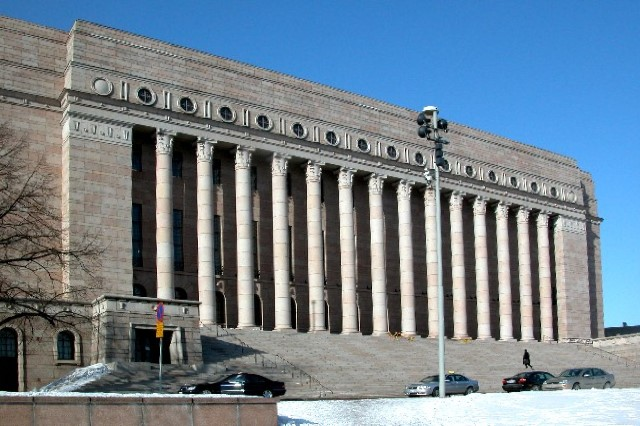
Siège de l’Eduskunta, à Helsinki.

Aux élections législatives du 18 mars 2007, le Parti du centre (Kesk), du Premier ministre Matti Vanhanen, avait maintenu de justesse sa position de premier parti du pays devant le Parti de la coalition nationale (Kok), de Jyrki Katainen, en progression de dix sièges. Parallèlement, le Parti social-démocrate de Finlande (SDP), au pouvoir depuis 1995 et à la tête du gouvernement jusqu'en 2003, avait connu la plus sévère chute en perdant huit de cinquante-trois députés. Le Kesk et le Kok avaient ensuite constitué, avec la Ligue verte (Vihr) et le Parti populaire suédois de Finlande (SFP), une coalition comptant 125 élus. À la suite de la démission de Vanhanen, officiellement pour une opération chirurgicale mais en réalité compromis dans des scandales de financement électoraux, la ministre de l'Administration publique, Mari Kiviniemi, lui a succédé le 22 juin 2010 à la tête de l'exécutif, dont la composition est demeurée inchangée.

## Mode de scrutin
Le Parlement de Finlande compte deux cents députés, dont un élu au scrutin uninominal majoritaire à un tour par les résidents des îles Åland. Les autres sont élus dans quatorze circonscriptions, qui comptent de 6 à 35 députés selon leur population. Ils sont désignés au scrutin proportionnel suivant la méthode d'Hondt, les électeurs ayant également la possibilité d'exprimer leur préférence pour un candidat sur la liste pour laquelle ils votent. Dans ce cas, les sièges sont d'abord attribués aux candidats ayant recueilli le plus grand nombre de suffrages sur leur nom.

## Campagne

### Partis et chefs de file
| Parti | Parti                                                                  | Idéologie                                                               | Chef de file                         | Résultats de 2007  |
| ----- | ---------------------------------------------------------------------- | ----------------------------------------------------------------------- | ------------------------------------ | ------------------ |
|       | Parti du centre Suomen Keskusta                                        | Centre Libéralisme, fédéralisme européen                                | Mari Kiviniemi Premier ministre      | 23,11 % 51 députés |
|       | Parti de la coalition nationale Kansallinen Kokoomus                   | Centre droit Libéral-conservatisme, conservatisme social                | Jyrki Katainen Ministre des Finances | 22,26 % 50 députés |
|       | Parti social-démocrate de Finlande Suomen Sosialidemokraattinen Puolue | Centre gauche Social-démocratie, progressisme, troisième voie           | Jutta Urpilainen                     | 21,44 % 45 députés |
|       | Alliance de gauche Vasemmistoliitto                                    | Gauche Écosocialisme, socialisme, antilibéralisme                       | Paavo Arhinmäki                      | 8,82 % 17 députés  |
|       | Ligue verte Vihreä liitto                                              | Centre gauche Écologie, socialisme démocratique                         | Anni Sinnemäki Ministre du Travail   | 8,46 % 15 députés  |
|       | Chrétiens-démocrates Suomen Kristillisdemokraatit                      | Centre droit Conservatisme, démocratie chrétienne, fédéralisme européen | Päivi Räsänen                        | 4,86 % 7 députés   |
|       | Parti populaire suédois de Finlande Svenska folkpartiet i Finland      | Centre droit Social-libéralisme                                         | Stefan Wallin Ministre de la Culture | 4,57 % 9 députés   |
|       | Vrais Finlandais Perussuomalaiset                                      | Droite Nationalisme, populisme, conservatisme, euroscepticisme          | Timo Soini                           | 4,05 % 5 députés   |

### Sondages
| Institut                 | Date       | Kesk    | Kok     | SDP     | Vas    | Vihr   | KD     | SFP    | PS     |
| ------------------------ | ---------- | ------- | ------- | ------- | ------ | ------ | ------ | ------ | ------ |
| Taloustutkimus           | 13.04.2011 | 18,6 %  | 21,2 %  | 18,0 %  | 8,0 %  | 9,0 %  | 4,2 %  | 4,2 %  | 15,4 % |
| TNS Gallup               | 10.04.2011 | 17,9 %  | 20,2 %  | 18,0 %  | 8,1 %  | 8,3 %  | 4,3 %  | 4,4 %  | 16,9 % |
| Research Insight Finland | 04.04.2011 | 19,8 %  | 19,9 %  | 18,1 %  | 7,7 %  | 8,4 %  | 4,2 %  | 4,2 %  | 16,2 % |
| TNS Gallup               | 16.03.2011 | 18,3 %  | 20,7 %  | 17,4 %  | 7,8 %  | 8,8 %  | 3,5 %  | 4,1 %  | 18,4 % |
| Taloustutkimus           | 23.02.2011 | 18,9 %  | 20,9 %  | 17,5 %  | 7,3 %  | 8,5 %  | 4,2 %  | 3,9 %  | 16,9 % |
| Research Insight Finland | 08.02.2011 | 19,3 %  | 19,8 %  | 17,3 %  | 7,3 %  | 9,2 %  | 4,1 %  | 4,0 %  | 17,0 % |
| TNS Gallup               | 01.2011    | 18,3 %  | 21,0 %  | 18,2 %  | 8,1 %  | 8,8 %  | 4,1 %  | 4,2 %  | 16,2 % |
| Suomen Gallup            | 12.2010    | 18,2 %  | 20,9 %  | 18,3 %  | 8,0 %  | 8,8 %  | 5,0 %  | 4,2 %  | 15,4 % |
| Research Insight Finland | 05.11.2010 | 17,9 %  | 21,3 %  | 18,8 %  | 7,6 %  | 9,2 %  | 4,6 %  | 4,1 %  | 14,6 % |
| Suomen Gallup            | 08.10.2010 | 18,9 %  | 22,0 %  | 19,7 %  | 8,2 %  | 8,9 %  | 4,3 %  | 4,2 %  | 12,5 % |
| Taloustutkimus           | 09.2010    | 19,0 %  | 21,9 %  | 19,8 %  | 7,2 %  | 9,9 %  | 4,4 %  | 3,9 %  | 12,5 % |
| Taloustutkimus           | 08.2010    | 19,7 %  | 22,8 %  | 20,4 %  | 7,5 %  | 9,2 %  | 3,9 %  | 4,4 %  | 10,7 % |
| Dernières élections      | 18.03.2007 | 23,11 % | 22,26 % | 21,44 % | 8,82 % | 8,46 % | 4,86 % | 4,57 % | 4,05 % |

## Résultats

### Résultats nationaux
|                        |                                           |           |       |       |        |               |  |  |  |
| Parti                  | Parti                                     | Voix      | %     | +/-   | Sièges | +/-           |  |  |  |
|                        | Parti de la coalition nationale (Kok)     | 599 138   | 20,38 | 1,88  | 44     | 6             |  |  |  |
|                        | Parti social-démocrate de Finlande (SDP)  | 561 558   | 19,10 | 2,34  | 42     | 3             |  |  |  |
|                        | Vrais Finlandais (PS)                     | 560 075   | 19,05 | 15,00 | 39     | 34            |  |  |  |
|                        | Parti du centre (Kesk)                    | 463 266   | 15,76 | 7,35  | 35     | 16            |  |  |  |
|                        | Alliance de gauche (Vas)                  | 239 039   | 8,13  | 0,69  | 14     | 3             |  |  |  |
|                        | Ligue verte (Vihr)                        | 213 172   | 7,25  | 1,21  | 10     | 5             |  |  |  |
|                        | Parti populaire suédois de Finlande (SFP) | 125 785   | 4,28  | 0,29  | 9      | en stagnation |  |  |  |
|                        | Chrétiens-démocrates (KD)                 | 118 453   | 4,03  | 0,83  | 6      | 1             |  |  |  |
|                        | Parti pirate (PP)                         | 15 103    | 0,51  | Nv.   | 0      | en stagnation |  |  |  |
|                        | Parti communiste de Finlande (SKP)        | 9 232     | 0,31  | 0,35  | 0      | en stagnation |  |  |  |
|                        | Coalition ålandaise                       | 8 546     | 0,29  | 0,06  | 1      | en stagnation |  |  |  |
|                        | Changement 2011 (M11)                     | 7 504     | 0,26  | Nv.   | 0      | en stagnation |  |  |  |
|                        | Autres partis                             | 17 440    | 0,60  | –     | 0      | en stagnation |  |  |  |
|                        | Indépendants                              | 1 260     | 0,04  | Nv    | 0      | en stagnation |  |  |  |
|                        |                                           |           |       |       |        |               |  |  |  |
| Votes valides          | Votes valides                             | 2 939 571 | 99,45 |       |        |               |  |  |  |
| Votes blancs et nuls   | Votes blancs et nuls                      | 16 294    | 0,55  |       |        |               |  |  |  |
| Total                  | Total                                     | 2 955 865 | 100   | –     | 200    | en stagnation |  |  |  |
| Abstention             | Abstention                                | 1 203 992 | 28,94 |       |        |               |  |  |  |
| Inscrits/Participation | Inscrits/Participation                    | 4 159 857 | 71,06 |       |        |               |  |  |  |

### Par circonscription

#### Résumé
| Parti | Parti  | 1 Hels. | 1 Hels. | 2 Uusi. | 2 Uusi. | 3 Finl. | 3 Finl. | 4 Sata. | 4 Sata. | 5 Åland | 5 Åland | 6 Häme | 6 Häme | 7 Pirk. | 7 Pirk. | 8 Kymi | 8 Kymi |
| Parti | Parti  | %       | S.      | %       | S.      | %       | S.      | %       | S.      | %       | S.      | %      | S.     | %       | S.      | %      | S.     |
| ----- | ------ | ------- | ------- | ------- | ------- | ------- | ------- | ------- | ------- | ------- | ------- | ------ | ------ | ------- | ------- | ------ | ------ |
|       | Kok    | 27,3    | 6       | 28,4    | 11      | 23,0    | 4       | 17,6    | 2       |         |         | 22,5   | 3      | 22,3    | 5       | 18,0   | 2      |
|       | SDP    | 17,5    | 4       | 19,3    | 7       | 19,6    | 4       | 24,0    | 2       | 24,1    | 4       | 21,6   | 4      | 24,6    | 4       |        |        |
|       | PS     | 13,0    | 3       | 18,8    | 7       | 18,1    | 3       | 23,6    | 2       | 20,6    | 3       | 21,1   | 4      | 23,3    | 3       |        |        |
|       | Kesk   | 4,5     | 1       | 6,4     | 2       | 11,6    | 2       | 16,1    | 1       | 13,2    | 2       | 10,4   | 2      | 16,8    | 2       |        |        |
|       | Vas    | 10,4    | 2       | 5,1     | 1       | 9,6     | 2       | 10,9    | 1       | 6,9     | 1       | 8,3    | 1      | 5,7     | 0       |        |        |
|       | Vihr   | 16,7    | 4       | 9,1     | 3       | 7,3     | 1       | 3,8     | 0       | 4,5     | 0       | 8,3    | 1      | 4,2     | 0       |        |        |
|       | SFP    | 5,8     | 1       | 8,3     | 3       | 5,5     | 1       |         |         |         |         |        |        |         |         |        |        |
|       | KD     | 2,4     | 0       | 2,8     | 1       | 2,9     | 0       | 3,4     | 1       | 6,8     | 1       | 5,0    | 1      | 6,6     | 1       |        |        |
|       | PP     | 0,9     | 0       | 0,7     | 0       | 0,6     | 0       |         |         | 0,5     | 0       | 0,9    | 0      | 0,2     | 0       |        |        |
|       | Åland  |         |         |         |         |         |         |         |         | 81,4    | 1       |        |        |         |         |        |        |
|       | Autres | 1,6     | -       | 1,0     | -       | 1,8     | -       | 0,5     | -       | 18,6    | -       | 0,9    | -      | 3,0     | -       | 0,7    | -      |
| Total | Total  | 100     | 21      | 100     | 35      | 100     | 17      | 100     | 9       | 100     | 1       | 100    | 14     | 100     | 18      | 100    | 12     |

| Parti | Parti  | 9 Sav. Sud | 9 Sav. Sud | 10 Sav. Nord | 10 Sav. Nord | 11 Car. Nord | 11 Car. Nord | 12 Vaasa | 12 Vaasa | 13 Centr. | 13 Centr. | 14 Oulu | 14 Oulu | 15 Lapo. | 15 Lapo. | Total | Total | Total |
| Parti | Parti  | %          | S.         | %            | S.           | %            | S.           | %        | S.       | %         | S.        | %       | S.      | %        | S.       | %     | %     | S.    |
| ----- | ------ | ---------- | ---------- | ------------ | ------------ | ------------ | ------------ | -------- | -------- | --------- | --------- | ------- | ------- | -------- | -------- | ----- | ----- | ----- |
|       | Kok    | 14,1       | 1          | 16,1         | 1            | 10,5         | 1            | 14,1     | 3        | 15,0      | 2         | 11,9    | 2       | 12,5     | 1        |       | 20,38 | 44    |
|       | SDP    | 24,0       | 2          | 18,3         | 2            | 26,4         | 2            | 14,0     | 2        | 21,2      | 2         | 11,0    | 2       | 11,8     | 1        |       | 19,10 | 42    |
|       | PS     | 20,5       | 1          | 20,8         | 2            | 23,1         | 1            | 17,2     | 3        | 18,1      | 2         | 20,1    | 4       | 20,5     | 1        |       | 19,05 | 39    |
|       | Kesk   | 26,8       | 2          | 25,4         | 3            | 26,2         | 2            | 22,6     | 4        | 21,8      | 3         | 33,4    | 6       | 32,3     | 3        |       | 15,76 | 35    |
|       | Vas    | 2,2        | 0          | 8,4          | 1            | 4,2          | 0            | 3,7      | 0        | 9,0       | 1         | 14,5    | 3       | 16,7     | 1        |       | 8,13  | 14    |
|       | Vihr   | 7,1        | 0          | 5,5          | 0            | 5,4          | 0            | 1,4      | 0        | 6,5       | 0         | 4,9     | 1       | 3,4      | 0        |       | 7,25  | 10    |
|       | SFP    |            |            |              |              |              |              | 19,4     | 4        |           |           | 0,2     | 0       | 0,4      | 0        |       | 4,28  | 9     |
|       | KD     | 4,5        | 0          | 3,9          | 0            | 2,8          | 0            | 6,6      | 1        | 6,4       | 0         | 2,8     | 0       | 1,6      | 0        |       | 4,03  | 6     |
|       | PP     | 0,3        | 0          |              |              | 0,4          | 0            | 0,2      | 0        | 0,8       | 0         | 0,3     | 0       |          |          |       | 0,51  | 0     |
|       | Åland  |            |            |              |              |              |              |          |          |           |           |         |         |          |          |       | 0,29  | 1     |
|       | Autres | 0,5        | -          | 1,2          | -            | 0,9          | -            | 0,8      | -        | 0,6       | -         | 0,8     | -       | 0,7      | -        |       | 0,93  | -     |
| Total | Total  | 100        | 6          | 100          | 9            | 100          | 6            | 100      | 16       | 100       | 10        | 100     | 18      | 100      | 7        | 100   | 100   | 200   |